# الآلة الافتراضية هيب هوب
الآلة الافتراضية هيب هوب (بالإنجليزية: HipHop Virtual Machine) وتعرف باختصار (HHVM) هي آلة افتراضية مفتوحة المصدر مصممة لتنفيذ البرامج المكتوبة بلغة بي إتش بي ولغة هاك. وتستخدم تقنية ترجمة في الوقت المناسب.